# شانتال جوانو
شانتال جوانو (بالفرنسية: Chantal Jouanno)‏ (12 يوليو 1969) هي سياسية فرنسية ولاعبة كاراتيه سابقة. شغلت منصب وزيرة الرياضة في حكومة فرانسوا فيون الثالثة بين سنتين 2010 و 2011 عقب روزيلين باشيلو حيث كانت الوزارة مدمجمة مع وزارة الصحة.

## حياتها العملية
أصبحت عضوة في مجلس الشيوخ الفرنسي عن مدينة باريس في 1 أكتوبر 2011، وعملت كوزيرة منتدبة لدى وزير البيئة خلال حكومة فرانسوا فيون الثانية بين سنتين 2009 و 2010 حيث استُبدلت بناتالي كوسيوسكو موريزيت. كانت حليفة مقربة من الرئيس نيكولا ساركوزي وتشغل الآن منصب رئيس اللجنة الوطنية للمناقشة العامة (بالفرنسية).
خلال الانتخابات الرئاسية الفرنسية 2012، قالت شانتال بأنها تدعم مرشح الحزب الاشتراكي على حساب نظيره من الجبهة الوطنية. هذا الكلام فسره مناصري نيكولا ساركوزي على غرار فرانسوا فيون على أنه محاولة من ساركوزي لكسب ود ودعم أعضاء من الجبة الوطنية. وفي أكتوبر من نفس السنة أعلنت انسحابها من حزب الاتحاد من أجل حركة شعبية وانضمامها لحزب اتحاد الديمقراطيين والمستقلين الذي أنشئه جان لويس بورلو في 18 سبتمبر 2012 وشغلت في منصب نائب الرئيس.

## حياتها الرياضية
شانتال هي لاعبة كاراتيه ذات مستوى عالي، حيث حصلت على 12 بطولة كاتا محلية ووطنية، بالإضافة إلى بطولة أوروبية للجامعات.

## حياتها الخاصة
شانتال هي ابنة جان لويس بول، ومتزوجة من هيرفي جوانرو منذ 1996.

## منشوراتها
- 2010: بدون حظر  (بالفرنسية: Sans tabou)‏ (ردمك 978-2732443959)
- 2016: 2037، مجتمع المعجزات (بالفرنسية: la société des possibles)‏